# 佛山高铁站 (地铁)
佛山高铁站是佛山地铁3号线建设中的车站，位于中国广东省佛山市禅城区国铁佛山站地底。
本站于2022年获批加站，2024年7月动工；预计2025年满足3号线列车通过的条件，2026年随新建佛山站开通而一同启用。

## 车站结构
根据相关设计方案，3号线车站宽14米，长约268米，设计为地下三层岛式车站，车站面积约为15,702平方米。

### 车站楼层
以下结构预计将作为3号线部分启用时的配置。
| 地下一层 | 站厅     | 售票机、客服中心、商店、警务室、安检设施 |  |  |
| 地下二层 | 设备层   | 车站设备 预留 █7号线、█15号线            |  |  |
| 地下三层 | 1 站台   | █3号线 佛山大学方向（下站：联和）        |  |  |
|          | 岛式站台 |                                          |  |  |
|          | 2 站台   | █3号线 顺德学院站方向（下站：敦厚）      |  |  |

## 历史
3号线于2012年获批，再到2019年线路调整方案时均未设置本站。2022年，佛山当局规划在即将动工兴建的广湛高铁新佛山高铁站引入3号线，并于同年6月获佛山市轨道交通局确认。最终，本站定名为佛山高铁站，车站相关设计方案于2022年8月15日正式获批，计划与广湛高铁佛山站同步开通。
2024年7月28日，本站随新建佛山站一同动工。由于本站在3号线动工一段时间后才落实增加，故车站建设时需要拆除3号线联和至敦厚区间已建成的隧道管片；3号线列车目前亦无法驶经本站，需要分段运行。

## 未来发展
规划中的7号线和15号线将途经本站，广湛高铁佛山站建设时将在本站地下二层为该两线作土建预留。两线站体平行并排布置，与3号线车站呈68°相交。